# Skamandrios (Sohn des Strophios)
Skamandrios (altgriechisch Σκαμάνδριος Skamándrios), Sohn des Strophios, ist eine Figur der griechischen Mythologie.
Als Troer kämpfte er im Trojanischen Krieg bei der Belagerung gegen die Achaier. Artemis hatte ihn in der Kunst des Jagens unterrichtet; er wurde dennoch bereits in der ersten Schlacht von Menelaos getötet.